# Real Madrid Club de Fútbol 1957-1958
Questa pagina raccoglie i dati riguardanti il Real Madrid Club de Fútbol nelle competizioni ufficiali della stagione 1957-1958.

## Stagione

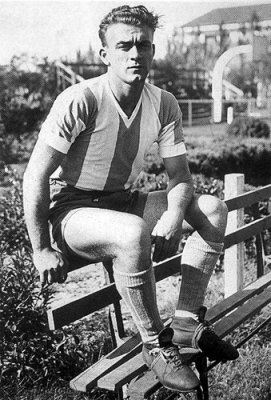
Alfredo Di Stéfano in questa stagione fu, oltre che primo marcatore del Real Madrid, anche cannoniere della Primera División e della Coppa dei Campioni.

L'inizio della stagione in campionato vide il Real Madrid piazzarsi subito al primo posto per le prime due giornate, venendo poi scavalcato dagli avversari dell'Athletic Club Bilbao (che si piazzarono momentaneamente primi), dell'Unión Deportiva Las Palmas (che si piazzò momentaneamente seconda) e del Real Zaragoza (che si piazzò momentaneamente terza), facendo scivolare il Real Madrid alla quarta posizione. Tra la terza e la settima giornata, infatti, il Real Madrid si ritrovò in una posizione traballante tra il quarto e l'ottavo posto fino a proprio la settima giornata, che vide il Real Madrid avanzare fino alla seconda posizione, sempre dietro all'Athletic Club Bilbao, che intanto dalla terza giornata continuava da capolista solitaria. Il Real mantenne questa posizione fino alla nona giornata, nella quale riuscì a ribaltare la prima posizione dell'Atletic Club che però la riconquistò nella giornata successiva: questa riconquista dell'Athletic Club sarebbe però durata poco perché il Real Madrid riconquistò la prima posizione nella giornata seguente e mantenne la prima posizione da capolista solitaria fino alla fine del campionato, per un totale di 19 giornate consecutive da capolista (dalla 11ª alla 30ª), vincendo così la Primera División 1957-1958 con il suo attaccante Alfredo Di Stéfano primo marcatore del campionato con ben 31 gol (13 gol di stacco dal secondo marcatore, con una media di 1,03 gol a partita). La stagione in Coppa del Generalísimo 1957 fu invece disastrosa per il Real Madrid: dopo aver facilmente battuto agli ottavi di finale l'Unión Deportiva Las Palmas per 5-1 fra andata e ritorno, l'avventura nel torneo del Real Madrid si stronca ai quarti, durante i quali il Real Madrid, dopo un iniziale 2-2 in casa al Santiago Bernabéu con il Barcellona, perde fuori casa per 6-2 contro la squadra che vincerà poi il torneo. La stagione in Coppa dei Campioni 1957-1958 fu invece decisamente migliore della Coppa del Generalísimo: il Real Madrid, infatti, era campione in carica e saltò quindi i sedicesimi di finale. Dopo due facili vittorie negli ottavi e nei quarti di finale (vinse infatti fra andata e ritorno 8-1 contro l'Anversa e 10-2 contro il Siviglia) il Real Madrid affrontò gli ungheresi del Vasas Budapest con i quali vinse in casa 4-0, facendo così diventare vana l'impresa degli ungheresi fatta in casa, dove batterono il Real Madrid per 2-0. La finale si svolse il 28 maggio 1958 allo Stadio Heysel di Bruxelles contro il Milan, che si era qualificato alla finale dopo una vittoria contro il Manchester United che si concluse con un risultato finale di 5-2 per il Milan. La partita, dopo un primo tempo senza gol, fu aperta dal Milan, che si portò sull'1-0 grazie a un gol di Juan Alberto Schiaffino al cinquantanovesimo. Il Real Madrid rispose quindici minuti dopo con un gol di Di Stéfano. Il Milan non accusò il colpo e quattro minuti dopo si riportò in vantaggio grazie a un gol di Grillo, ma i rossoneri non ebbero nemmeno il tempo di esultare che il Real Madrid pareggiò subito dopo con un gol di Héctor Rial. Dopo quel gol, la partita continuò in perfetto equilibrio e le squadre andarono ai tempi supplementari. Al secondo tempo supplementare, però il Real Madrid chiuse la partita a circa tre minuti dalla fine, con un gol finale di Francisco Gento, che aggiudicò al Real Madrid la terza coppa di fila. Così come per il campionato, il miglior marcatore della competizione fu Alfredo Di Stéfano, con 7 reti.

## Rosa
| N. |                      | Ruolo | Calciatore             |
| -- | -------------------- | ----- | ---------------------- |
|    | Spagna (bandiera)    | P     | Juan Alonso Adelarpe   |
|    | Spagna (bandiera)    | P     | Javier Berasaluce      |
|    | Argentina (bandiera) | P     | Rogelio Domínguez      |
|    | Spagna (bandiera)    | D     | Ángel Atienza          |
|    | Spagna (bandiera)    | D     | Pedro Casado           |
|    | Spagna (bandiera)    | D     | Rafael Lesmes          |
|    | Spagna (bandiera)    | D     | Marquitos              |
|    | Uruguay (bandiera)   | D     | José Santamaría        |
|    | Spagna (bandiera)    | C     | José Antonio Rubio     |
|    | Spagna (bandiera)    | C     | José Becerril Minguela |
|    | Spagna (bandiera)    | C     | Isidro Brunet          |
|    | Francia (bandiera)   | C     | Raymond Kopa           |
|    | Spagna (bandiera)    | C     | Enrique Mateos         |

| N. |                      | Ruolo | Calciatore         |
| -- | -------------------- | ----- | ------------------ |
|    | Spagna (bandiera)    | C     | José María Zárraga |
|    | Spagna (bandiera)    | C     | Ramón Marsal       |
|    | Spagna (bandiera)    | C     | Miguel Muñoz       |
|    | Spagna (bandiera)    | C     | Antonio Ruiz       |
|    | Spagna (bandiera)    | C     | Juan Santisteban   |
|    | Spagna (bandiera)    | A     | Jesús María Pereda |
|    | Spagna (bandiera)    | A     | Francisco Gento    |
|    | Spagna (bandiera)    | A     | Joseíto            |
|    | Spagna (bandiera)    | A     | Héctor Rial        |
|    | Argentina (bandiera) | A     | Alfredo Di Stéfano |